# アナベル・エトマン
アナベル・エトマン（Annabelle Hettmann）は、フランス出身の女優である。

## 出演作品

### テレビ
- 猟犬たちの夜 オルフェーヴル河岸36番地-パリ警視庁（アンヌ）

### 映画
- 愛の解体新書
- 愛のうた、パリ